# Anna Blyth
Anna Elizabeth Blyth (Leeds, 15 mei 1988) is een wegwielrenster en baanwielrenster uit het Verenigd Koninkrijk.
In 2006 werd ze wereldkampioene keirin bij de junioren.
In 2007 werd ze Europees kampioene op dit onderdeel in de klasse O23.
In 2010 nam Blyth deel aan de Gemenebestspelen. Op het onderdeel scratch bij het wielrennen op de baan pakte ze de bronzen medaille.